# Beaulieu-sous-la-Roche
Beaulieu-sous-la-Roche is een gemeente in Frankrijk in het departement Vendée in de regio Pays de la Loire.

## Demografie
Onderstaande figuur toont het verloop van het inwonertal (bron: INSEE-tellingen).

1. ↑  Populations de référence 2022.